# Max Metzker
Maxwell Raymond „Max“ Metzker (* 8. März 1960 in Durban, Südafrika) ist ein ehemaliger australischer Schwimmer, südafrikanischer Herkunft, der bei den Olympischen Sommerspielen 1980 die Bronzemedaille über 1500 Meter Freistil gewinnen konnte.

## Karriere
Seinen ersten Auftritt bei Olympischen Spielen hatte Metzker bei den Olympischen Sommerspielen 1976 in Montreal, Kanada, wo er über 400 und 1500 Meter Freistil antrat. Über 400 Meter schied er im siebten Vorlauf aus, erreichte jedoch über 1500 Meter den sechsten Platz.
Erfolgreicher verliefen die Commonwealth Games 1978, wo er die Bronzemedaille über 400 Meter und die Goldmedaille über 1500 Meter gewinnen konnte. Zudem gewann er mit der Staffel über 4-mal 200 Meter Freistil die Goldmedaille.
Bei den Olympischen Sommerspielen 1980 feierte er seinen größten internationalen Erfolg, als er über 1500 Meter Freistil die Bronzemedaille gewann, wobei er nur Hundertstelsekunden langsamer war als der Zweitplatzierte Alexander Tschajew. Über 400 Meter Freistil erreichte er den siebten Platz. Dasselbe Ergebnis erreichte er mit der Staffel über 4-mal 200 Meter Freistil.
Mit seinem letzten Erfolg bei den Commonwealth Games 1982, bei welchen er die Goldmedaille über 1500 Meter Freistil gewann, beendete Metzker seine internationale Karriere.